# 曲海燕
曲海燕（1960年—），山东烟台人，汉族，中华人民共和国政治人物、第十二届全国人民代表大会解放军代表。
毕业于中央党校经济管理专业。加入中国共产党。2013年，担任全国人大代表。